# Коктау (Актюбинская область)
Коктау (каз. Көктау) — село в Хромтауском районе Актюбинской области Казахстана. Административный центр Коктауского сельского округа. Находится примерно в 52 км к северо-востоку от центра города Хромтау. Код КАТО — 156040100.

## Население
В 1999 году население села составляло 864 человека (413 мужчин и 451 женщина). По данным переписи 2009 года, в селе проживало 1013 человек (487 мужчин и 526 женщин).